# Rudolf Ludwig Mössbauer
Rudolf Ludwig Mössbauer (Monaco di Baviera, 31 gennaio 1929 – Grünwald, 14 settembre 2011) è stato un fisico tedesco.
Mössbauer è noto per i suoi studi sui raggi gamma generati dalle transizioni nucleari. Studiò fisica al Politecnico di Monaco (TUM) ed ottenne il Ph.D con Heinz Maier-Leibnitz. Assieme allo statunitense Robert Hofstadter vinse il Premio Nobel per la fisica nel 1961 per la sua scoperta del 1957 dell'effetto Mössbauer, una ricerca che aveva condotto come studente al dipartimento di fisica dell'Istituto per le Ricerche Mediche Max Planck di Heidelberg.
A lui è stato dedicato il minerale mössbauerite, la cui natura non sarebbe potuta essere chiarita senza la scoperta dell'effetto mössbauer.

## Insegnamento
Nel 1961 divenne docente al California Institute of Technology. Dopo soli tre mesi il dipartimento di fisica dell'Università tecnica di Monaco (TUM) lo convinse ad assumervi una cattedra.
Mössbauer è stato un eccellente insegnante. Fra le diverse attività didattiche, ha tenuto numerosi corsi su argomenti quali: la fisica del neutrino, le oscillazioni del neutrino, la teoria dell'unificazione delle forze elettromagnetica e debole o l'interazione dei fotoni e dei neutroni con la materia.
Diceva ai suoi studenti:
Dal 1972 Rudolf Mössbauer ha diretto l'Institut Laue-Langevin di Grenoble, un istituto internazionale di ricerca sui neutroni.